# Kindertagespflege
Kindertagespflege bezeichnet die Erziehung, Bildung und Betreuung von Kindern bei einer Kindertagespflegeperson (umgangssprachlich auch Tageseltern, Tagesmutter, Tagesvater genannt). Sie wird nach § 22 Abs. 1 S. 2 SGB VIII von einer geeigneten Tagespflegeperson im eigenen Haushalt, im Haushalt der Personensorgeberechtigten (i. d. R. der Eltern) oder in angemieteten Räumen geleistet.

## Deutschland
Die Kindertagespflege ist nach dem Tagesbetreuungsausbaugesetz von 2004 (einem Gesetz zur Änderung des SGB VIII) neben der Tagesbetreuung in Kindertageseinrichtungen eine gleichwertige Form der Kindertagesbetreuung.
Tagespflege ist eine familienähnliche Betreuungsform und wird vor allem für Kinder unter drei Jahren in Anspruch genommen. Die individuelle Förderung, die familiäre Betreuungssituation und die hohe zeitliche Flexibilität werden als wesentlicher Vorteil der Tagespflege gegenüber der Kindertagesstätte gesehen. Eine Tagespflegeperson, die sich fachlich, persönlich und gesundheitlich eignet, betreut ein bis fünf Kinder. Sie braucht geeignete Räume und eine Pflegeerlaubnis. Über die Eignung der Person oder der Räume treffen einige Landesgesetze (oder Verordnungen) nähere Festlegungen. Zuweilen haben auch die vermittelnden und finanzierenden Jugendämter eigene Beurteilungsmaßstäbe.
Seit 2006 mussten alle Kindertagespflegepersonen eine pädagogische Qualifizierung und einen Erste-Hilfe-Kurs am Kind nachweisen. Standard war dabei ein Umfang von 160 Unterrichtseinheiten nach dem DJI. Seit 2015 etabliert sich eine Qualifizierung im Umfang von 300 Stunden nach dem Qualifizierungshandbuch Kindertagespflege (QHB 300), sowie ein Praktikum und Lernergebnisfeststellungen.
Kindertagespflege ist auch in einer „Großtagespflegestelle“ möglich. Bei der Großtagespflege arbeiten mehrere Tagespflegepersonen zusammen und betreuen jeweils ihre Tageskinder in gemeinsamen Räumlichkeiten. In der Regel werden dazu spezielle Räumlichkeiten – z. B. eine geeignete Wohnung – angemietet bzw. eingerichtet. In der Großtagespflegestelle muss zumeist mindestens eine Tagesmutter oder ein Tagesvater eine pädagogische Fachkraft sein. Der Vorteil von Großtagespflegestellen liegt in der größeren Flexibilität: Kosten für Räume können geteilt werden und Tagespflegepersonen können sich gegenseitig vertreten, so dass die mit der Erkrankung einer Tagespflegeperson verbundenen Ausfallrisiken gesenkt werden können. Die Kosten für die Kommunen sind wesentlich geringer als bei der Förderung von Kinderkrippenplätzen. 2017 gab es in Deutschland 3368 Großtagespflegestellen.
Die Zahl der Kindertagespflegepersonen nahm von 2006 bis 2017 um 43 Prozent zu.

### Betreuungsanspruch und Finanzierung
Das Jugendamt oder ein vom Jugendamt beauftragter Fachdienst vermittelt die Kindertagespflege. Wie in der Kindertagesstätte beteiligen sich die Eltern und zahlen entweder an das Jugendamt oder an die Tagespflegeperson.
In den einzelnen Bundesländern wird die Tagespflege ähnlich gefördert wie ein Krippenplatz.
In Bayern, zum Beispiel, kann die Tagespflege eine Förderung nach dem Bayerischen Kinderbildungs- und -betreuungsgesetz (BayKiBiG) erhalten. Für die Eltern besteht die Möglichkeit einer Kostenübernahme der monatlichen Elternbeiträge (ganz oder anteilig) durch das Amt für Jugend und Familie des jeweiligen Landkreises. Eltern, die eine haushaltsbezogene Einkommensgrenze nicht überschreiten und eine nach dem BayKiBiG geförderte Tagespflege selbst finanzieren, können für das zweite und dritte Lebensjahres, ein Krippengeld von monatlich 100 Euro beantragen.
Seit dem 1. August 2013 besteht für alle Kinder ab einem Jahr ein Rechtsanspruch auf einen Kinderbetreuungsplatz in einer Kindertageseinrichtung oder in Kindertagespflege. Der Rechtsanspruch kann eingeklagt werden.

### Neuere Entwicklung
Angesichts des Mangels an Plätzen für jüngere Kinder erhält die Kindertagespflege und Großtagespflege auf dem Hintergrund der Debatte um Vereinbarkeit von Familie und Beruf eine wachsende Bedeutung. Die erkennbare Professionalisierung (Qualifizierung, Sozial- und Unfallversicherung der Tagespflegepersonen) verändert diese Tätigkeit von der honorierten, ehrenamtlichen Kinderbetreuung zum Beruf. Die Einkünfte sind steuerpflichtig. Im März 2017 nutzten die Eltern von 162.395 Kindern öffentlich geförderte Kindertagespflege. Wie viele Kinder von privat finanzierten Tagesmüttern betreut werden, ist statistisch nicht erfasst.
Mit dem „Konzept der mobilen Ersatzbetreuungsperson“ wird zur Unterstützung der Tageseltern und der Reduzierung des Ausfallrisikos im Krankheitsfall in manchen Landkreisen eine neue Form der Ersatzbetreuung zur Verfügung gestellt.
Seit dem 1. Juni 2021 ist im § 8a Abs. 5 SGB VIII geregelt, dass auch Kindertagespflegepersonen einen Schutzauftrag bei Kindeswohlgefährdung haben.
Die Zahl der Tagesmütter und -väter ist seit mehreren Jahren rückläufig und liegt inzwischen bei unter 40.000.

## Österreich
Die Kinderbetreuung bei Tagesmüttern wird in Österreich je nach Bundesland unterschiedlich gehandhabt. Nach der Vereinbarung über den Ausbau des institutionellen Kinderbetreuungsangebots zwischen Bund und Ländern sind Tagesmütter jedoch übereinstimmend facheinschlägig ausgebildet und haben eine behördliche Bewilligung im Sinne der einschlägigen Gesetze. In Vorarlberg findet eine fachliche Auswahl, Ausbildung, Weiterbildung und Begleitung der Tagesmütter über die Vorarlberger Tagesmütter gemeinnützige GmbH statt. Die gesetzlichen Rahmenbedingungen für die Kinderbetreuung bei einer Tagesmutter sind im Jugendwohlfahrtsgesetz geregelt. Dies gibt unter anderem Auskunft über die Pflegebewilligung, die jede Tagesmutter haben muss, die Pflegeaufsicht, die über die GmbH in Zusammenarbeit mit der JWF geleistet wird und die erlaubte Anzahl an Kindern, die betreut werden kann. Die Tagesmütter bieten ihre Betreuung in ihrer eigenen Wohnung bzw. ihrem eigenen Haus an. Die familienähnliche Betreuung ist sehr flexibel und auf die Wünsche und Bedürfnisse der Kinder und deren Eltern abgestimmt. Soziales Lernen und pädagogische Förderung kann in den kleinen, altersgemischten Gruppen stattfinden. Die Tagesmutter kann auf die Kinder eingehen und sie fördern und unterstützen.

## Schweiz
In der Schweiz werden die Tageseltern vorwiegend über regionale Tagesfamilienvermittlungen (Tagesfamilienvereine) vermittelt. Diese schliessen mit den Gemeinden Leistungsvereinbarung ab, welche oft auch subventionierte Tarife für die Eltern anbieten. Die Aufsicht der Tageseltern obliegt den jeweiligen Gemeinden. Die Vermittlung einer Tagesfamilie, Rechnungsstellung, Lohnauszahlungen und Versicherungsangelegenheiten liegen in der Verantwortung der Tagesfamilienvereine. Auch wird verlangt, dass die Tageseltern über eine genügende Grundbildung (Grundkurs für Tageseltern vom Verband KibeSuisse, Kurs Notfälle bei Kleinkindern) verfügen und an regelmäßigen Weiterbildungskursen teilnehmen.
Daneben gibt es auch Tageseltern, welche ihre Dienstleistung auf privater Basis anbieten. Dort sind Ausbildung, Versicherungsdeckung und die unabhängige Aufsicht der Tageseltern unklar.